# 紫苏叶黄芩
紫苏叶黄芩（学名：Scutellaria coleifolia）为唇形科黄芩属下的一个种。

## 扩展阅读
- 維基物種上的相關：紫苏叶黄芩